# Maestro Jesús
El Maestro Jesús es el concepto teosófico de Jesús en la Teosofía y las Enseñanzas de los Maestros Ascendidos .

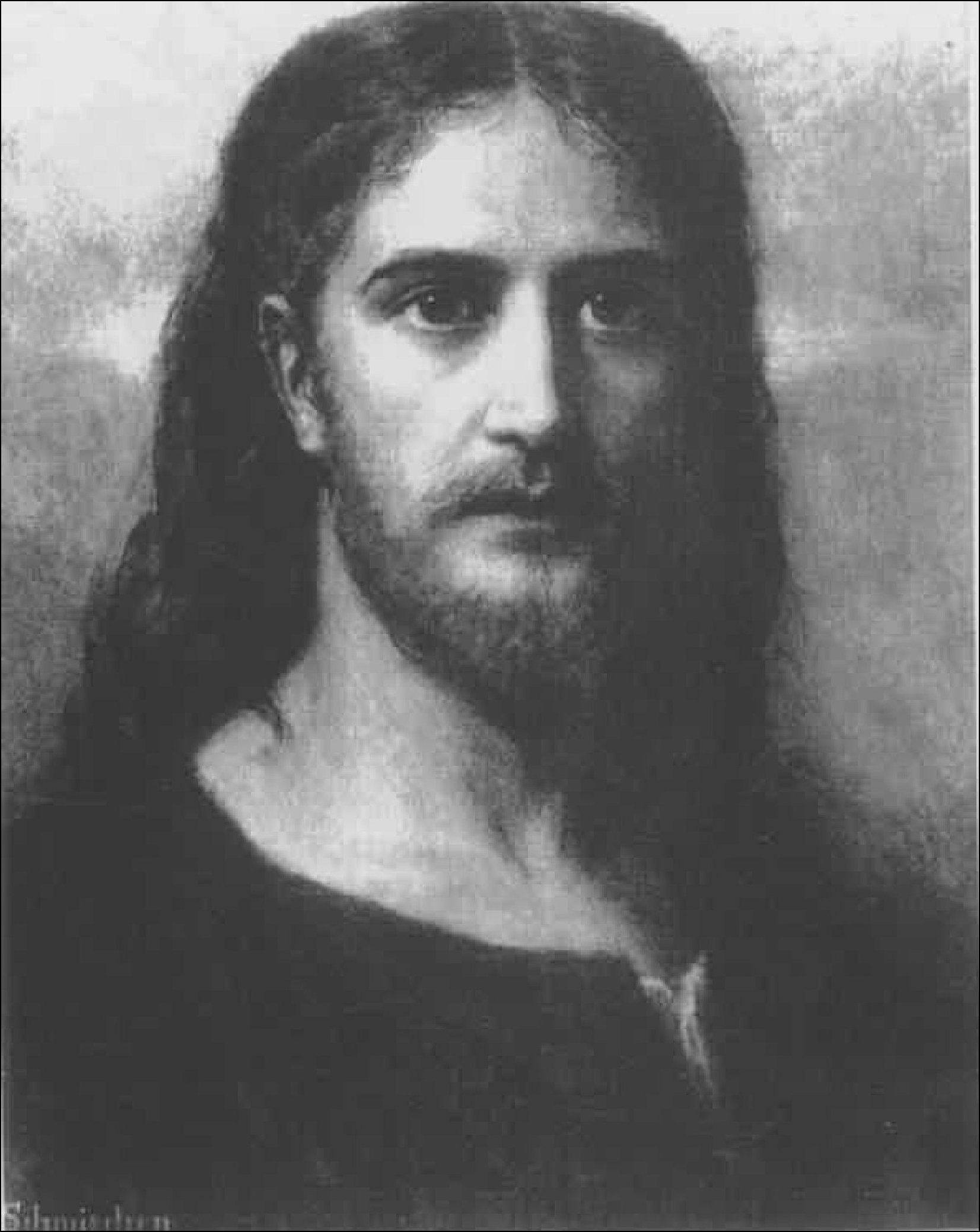
Retrato de Jesús, del teósofo y pintor Hermann Schmiechen (1910)

## Posición en la Jerarquía de Maestros de la Sabiduría Antigua
El Maestro Jesús es uno de los Maestros de la Sabiduría Antigua en la Teosofía y es uno de los Maestros Ascendidos (también llamados colectivamente la Gran Hermandad Blanca; el término blanca se refiere a la luz) en las Enseñanzas de los Maestros Ascendidos, un grupo de religiones basadas en la Teosofía. El Maestro Jesús es considerado por los teósofos, fue considerado por Alice Bailey y más tarde por los estudiantes de las "Enseñanzas de los Maestros Ascendidos" como el Maestro del Sexto Rayo.
Las organizaciones de las Enseñanzas de los Maestros Ascendidos creen que el Maestro Jesús fue el "Chohan del Sexto Rayo" hasta el 31 de diciembre de 1959, cuando, según Elizabeth Clare Prophet, la Maestra Ascendida Nada asumió completamente ese cargo en la Jerarquía Espiritual. Según Prophet, Jesús se convirtió en el Maestro Mundial, junto con Kuthumi, el 1 de enero de 1956, sucediendo a Maitreya, quien asumió el cargo de "Buda Planetario" y "Cristo Cósmico". Esta creencia no es aceptada por los seguidores de la teosofía tradicional ni por los seguidores de Alice A. Bailey y Benjamin Creme; ellos creen que el Maestro Jesús sigue siendo el Chohan del Sexto Rayo y que Maitreya continúa siendo el Maestro Mundial.

## Encarnaciones anteriores
Según Elizabeth Clare Prophet, profetisa de la Iglesia Universal y Triunfante —la religión más grande basada en las Enseñanzas de los Maestros Ascendidos—, el Maestro Jesús encarnó dos veces como Emperador de la Atlántida: una vez en el año 33.050 a. C. y otra en el 15.000 a. C. Hizo esto para ayudar a los magos blancos en la guerra entre magos blancos y magos negros que tenía lugar en Atlántida en ese tiempo.
Según Alice A. Bailey, el Maestro Jesús encarnó previamente como Josué, el líder militar hebreo del siglo XIII a. C., y también como Josué el Sumo Sacerdote en el siglo VI a. C.
Según las Enseñanzas de los Maestros Ascendidos, Jesús también encarnó como José, el de la túnica de muchos colores, en el siglo XVII a. C./siglo XVI a. C. (aproximadamente entre 1650 a. C. y 1550 a. C.), así como también como el rey David (quien vivió alrededor del 1037 a. C. hasta aproximadamente el 970 a. C.), y como el profeta Eliseo en el siglo IX a. C.

## Familia y nacimiento
En las Enseñanzas de los Maestros Ascendidos se cree que el padre de Jesús, San José, fue una de las encarnaciones de Saint Germain, y que su madre María, tras su Asunción, se convirtió en un deva o en un arcángel, y que ahora es la llama gemela (esposa celestial) del Arcángel Rafael.
Según las Enseñanzas de los Maestros Ascendidos, cada uno de los Reyes Magos que visitaron al niño Jesús era una encarnación de uno de los Maestros Ascendidos: Gaspar, quien ofreció el regalo de oro a Jesús, era una encarnación de Djwal Khul; Baltasar, quien ofreció el incienso, era una encarnación de Kuthumi; y Melchor, quien ofreció la mirra, era una encarnación de Morya.

## Actividades entre los doce y los treinta años
Según las Enseñanzas de los Maestros Ascendidos, para prepararse para su ministerio, Jesús primero estudió en la Hermandad de Luxor (una escuela de misterios en Egipto), y luego viajó a la India para estudiar bajo la guía del Gran Director Divino, Maitreya y el Señor Himalaya, el Manu de la Cuarta Raza Raíz (Atlante).

## Ministerio
Los seguidores de Benjamin Creme y Alice A. Bailey creen en la cristología nestoriana/gnóstica, promulgada por C.W. Leadbeater, la cual sostiene que el poderoso ser conocido como Maitreya “eclipsó” al Maestro Jesús durante el Ministerio de Jesús, de modo que había dos seres en un solo cuerpo. Maitreya era el Cristo y el Maestro Jesús era Jesús de Nazaret; la combinación de ambos seres funcionó como Jesús el Cristo.
Los seguidores a las Enseñanzas de los Maestros Ascendidos creen en la existencia de Maitreya; sin embargo, ellos sostienen que, aunque él alentó la misión de Jesús, no lo eclipsó realmente.

## Crucifixión
Los teósofos y los seguidores de las Enseñanzas de los Maestros Ascendidos creen por igual que el Maestro Jesús pasó por el cuarto nivel de iniciación (la crucifixión) durante su crucifixión en Jerusalén. Según Alice A. Bailey, para la mayoría de las personas en la cuarta iniciación, la crucifixión es simbólica, como una prueba de vida muy severa relacionada con la renuncia, pero en el caso de Jesús fue literal.

## Actividades entre la resurrección y la ascensión
Los teósofos tradicionales creen que las almas del Maestro Jesús y de Maitreya se separaron justo después de la Ascensión (que para Jesús fue solo hasta el cuarto nivel de iniciación y no hasta el quinto), y no creen que el Maestro Jesús haya ido a Cachemira; ellos creen que fue directamente a Shamballa para estar un tiempo con el Señor del Mundo, Sanat Kumara, hasta que luego encarnó de nuevo poco después como Apolonio de Tiana.
En las Enseñanzas de los Maestros Ascendidos se cree que cuando Jesús ascendió al tercer día después de la resurrección, levitó desde Judea hasta Cachemira.

## Día de Pentecostés
En cualquier caso, ya sea que haya ido directamente a Shamballa o a Cachemira cuando ascendió, presumiblemente se teletransportó a un lugar por encima de Judea brevemente diez días después, el día 50 después de su resurrección, para observar desde lejos los acontecimientos del Día de Pentecostés (o posiblemente observó estos acontecimientos mediante visión remota ). Tanto en la Teosofía tradicional como en las Enseñanzas de los Maestros Ascendidos se cree que estos eventos fueron coordinados por el Maha Chohan, quien, según afirman tanto CW Leadbeater como Elizabeth Clare Prophet, es el representante del Espíritu Santo en la Tierra.  

## Actividades después del día de Pentecostés
En las Enseñanzas de los Maestros Ascendidos, se cree que el Maestro Jesús vivió en Cachemira hasta los 81 años, y luego, asumiendo que hubiera nacido en 6 a. C., en 75 d. C., ascendió a Shamballa para estar con el Señor del Mundo, Sanat Kumara. 

## Controversia sobre la encarnación como Apolonio de Tiana
Helena Blavatsky, fundadora de la Sociedad Teosófica, escribió en 1877: «Apolonio, contemporáneo de Jesús de Nazaret, fue, como él, un entusiasta fundador de una nueva escuela espiritual. Quizás menos metafísico y más práctico que Jesús, menos tierno y perfecto en su naturaleza, inculcó sin embargo la misma quintaesencia de espiritualidad y las mismas altas verdades morales».  Algunos teósofos como C. W. Leadbeater y los maestros de la Neoteosofía, Alice A. Bailey y Benjamin Creme, han escrito que el Maestro Jesús también se encarnó como Apolonio de Tiana después de su encarnación como Jesús de Nazaret. Se cree que alcanzó el quinto nivel de iniciación (la resurrección ) cuando se convirtió en Maestro Ascendido al final de su vida como Apolonio de Tyana. Sin embargo, si Apolonio fue contemporáneo de Jesús, como escribió Blavatsky, Jesús no pudo haberse reencarnado en él. Benjamin Creme evita esto al afirmar que Jesús vivió desde el 24 a. C. a 9 d. C. (en lugar de las fechas habituales de la vida de Jesús, que se dan alrededor del año 700 a. C.) 6 a. C. hasta c. 30 o 33 d. C.). Esto significa que Jesús pudo haberse encarnado como Apolonio de Tiana, ya que según Creme, Apolonio vivió desde el año 100 d. C. 16 a c. ANUNCIO 97.  Sin embargo, una de las posibles cronologías de la vida de Apolonio de Tiana que a veces se citan indica que su esperanza de vida comenzó desde el año 1000 d. C. 40 a 120 d. C.,  por lo que es posible que, incluso si se aceptan las fechas habituales de la vida de Jesús (c. 6 a. C. hasta c. ANUNCIO 30 o d.C. 33), todavía podría haberse encarnado como Apolonio de Tiana. Sin embargo, otros estudios modernos, citados con más frecuencia, dan como fechas de la vida de Apolonio el año 600 a. C. ANUNCIO 15 a c. ANUNCIO 100, lo que hace que sea problemático, hablando de manera realista, que Jesús pudiera haberse encarnado como él. 
La encarnación de Jesús como Apolonio de Tiana es aceptada por los seguidores de la Teosofía tradicional, de Alice A. Bailey y de Benjamin Creme, pero no por aquellos que son adherentes a las Enseñanzas de los Maestros Ascendidos, quienes creen que la encarnación como Jesús fue su última encarnación en la Tierra.

## Encarnación como Ramanuja
CW Leadbeater afirmó que el Maestro Jesús, después de su resurrección en el cuerpo de Apolonio de Tyana, encarnó en la India como el reformador religioso tamil Ramanuja, una figura líder dentro del movimiento Bhakti en el hinduismo ; así, al encarnar como Ramanuja, Jesús se convirtió en un Avatar . Según Leadbeater, el Maestro Jesús encarnó como Ramanuja como parte de su trabajo espiritual como Maestro del Sexto Rayo de Amor-Devoción ( bhakti es la palabra sánscrita para devoción ). 
Muchos teósofos tradicionales creen que Jesús encarnó como Ramanuja, pero no aquellos que siguen las enseñanzas de los Maestros Ascendidos.

## Las opiniones de Benjamin Creme
Según Benjamin Creme, el Maestro Jesús visitó las Américas (así como la Polinesia ) no inmediatamente después de su resurrección como se relata en el Libro de Mormón, sino a finales del siglo VII y principios del siglo VIII, después de haber descendido al continente americano desde su lugar de residencia en Shamballah con Sanat Kumara.  Al igual que los mormones, Creme cree que esta visita dio origen a la leyenda de Quetzalcóatl .
Benjamin Crème afirmó que, a finales de la década de 1970, el Maestro Jesús se apareció a Spencer W. Kimball, entonces presidente de la Iglesia de Jesucristo de los Santos de los Últimos Días, en el Templo de Washington D. C.
Creme afirmó que desde 1990 el Maestro Jesús vive en secreto en Roma.  Después de que Maitreya haga su Emergencia (el Día de la Declaración ), afirmó Creme, el Maestro Jesús en su cuerpo inmortal asumirá el trono papal durante los próximos 2.000 años de la Era de Acuario .

## Retiro del Maestro Jesús
Según las Enseñanzas de los Maestros Ascendidos, el Maestro Jesús tiene un suntuoso retiro (residencia en el plano etérico) sobre Jerusalén llamado el Templo de la Resurrección . A menudo, su madre María (ahora casada con el Arcángel Rafael, como se señaló anteriormente, y sirviendo al Logos Solar con él en la corona solar ) desciende para servir con él en el Templo de la Resurrección haciendo rituales sagrados y respondiendo oraciones. 

## Llama gemela
Los grupos de Enseñanzas de los Maestros Ascendidos describen al Maestro Jesús como alguien que tenía una llama gemela (esposa celestial) llamada Lady Maestra Magda, una de cuyas dos encarnaciones conocidas fue María Magdalena ; la otra fue Aimee Semple McPherson . 

## Juan el Amado
Según las Enseñanzas de los Maestros Ascendidos, el Maestro Ascendido Juan el Amado, quien fue el mejor amigo de Jesús durante su vida, tiene un retiro (residencia en el plano etérico) sobre Arizona, donde enseña una variedad de magia blanca que involucra el dominio de los espíritus elementales que gobiernan los reinos de la tierra, el aire, el agua y el fuego. Se cree que el Maestro Jesús a menudo se teletransporta al retiro de Juan el Amado para saludar a su viejo amigo. 

## Sociedad Aetherius
En las enseñanzas de la Sociedad Aetherius, con sede en Hollywood, Los Ángeles, California, se promulga que desde su resurrección, el Maestro Jesús ha estado morando mayormente en los planos superiores de Venus para trabajar con el Maestro Aetherius, pero cuando se requiere su presencia, se teletransporta o toma un platillo volador a la Tierra según sea necesario. 

## Sananda
Joshua David Stone, de la Universidad I AM, comenzó a celebrar sus reuniones en Wesak Mount Shasta en 1996. Stone había comenzado a enseñar en 1993, basándose en las revelaciones de Tuella de principios de los años 1980, que el Maestro Jesús, bajo su nombre galáctico "Sananda", trabaja con el Comandante Ashtar, volando con Palas Atenea en su propio platillo volador dentro de la flota de platillos voladores del Comando Galáctico Ashtar como su Comandante en Jefe. 

## Visión escéptica
El erudito K. Paul Johnson sostiene que los "Maestros" sobre los que Madame Blavatsky escribió y de los que produjo cartas eran en realidad idealizaciones de personas que fueron sus mentores .  En un artículo en The New York Times, Paul Zweig sostiene que las revelaciones de Madame Blavatsky fueron fraudulentas. 
Sin embargo, el Maestro Jesús nunca fue uno de los “Maestros” que Madame Blavatsky afirmó haber conocido. Annie Besant y CW Leadbeater lo agregaron como "Maestro" en su libro de 1913 El hombre: de dónde, cómo y hacia dónde . 

## En la cultura popular
Cómics
- En el cómic underground de 1973 titulado Occult Laff-Parade, el dibujante Jay Kinney dibujó una tira cómica en la que se representa al Maestro Jesús al mando de una flota de platillos voladores que orbitan la Tierra en busca de malhechores. Se le muestra vestido con un uniforme militar, con el pelo cortado a cepillo y con el título de Comandante Jesús .
- El webcomic Master Jesus, escrito por Len Kody y dibujado por Steve Bialik, apareció a principios de 2010.

### Citas
1. ↑  Stone, Joshua David Cosmic Ascension: Your Cosmic Map Home (March 1998) (Book 6 of the multi-volume series The Easy-To-Read Encyclopedia of the Spiritual Path). ISBN 0-929385-99-3

## Lectura adicional
- Campbell, Bruce F. Una historia del movimiento teosófico Berkeley:1980 University of California Press
- Godwin, Joscelyn La Ilustración Teosófica Albany, Nueva York: 1994 State University of New York Press
- Johnson, K. Paul Los Maestros Revelados: Madam Blavatsky y el Mito de la Gran Hermandad Blanca Albany, Nueva York: 1994 State University of New York Press
- Melton, J. Gordon Enciclopedia de las religiones americanas 5.ª edición Nueva York: 1996 Gale ResearchISBN 0-8103-7714-4 ISSN 1066-1212 Capítulo 18: "La Familia de Religiones de la Sabiduría Antigua" Páginas 151-158; véase el cuadro de la página 154 que enumera a los Maestros de la Sabiduría Antigua ; Véase también la Sección 18, páginas 717-757. Descripciones de varias organizaciones religiosas de la Sabiduría Antigua.
- Otherjesussources.com - Gran colección de más de 60 fuentes canalizadas/esotéricas que afirman tener una visión especial de Jesús con breves descripciones de cada sitio web/libro/autor descrito